# Informační politika
Informační politika je soubor souvisejících principů, zákonů, pravidel, směrnic a regulací, direktiv, které pomáhají při vytváření, správě, přístupu a využívání informací. Mezi nástroje informační politiky patří různé zákony, směrnice, regulace, které popisují, jakým způsobem má být s informacemi nakládáno – tedy jejich ochrana, správa, zpřístupňování a využívání.
Mezi klíčové oblasti informační politiky patří:
- zajištění svobodného přístupu k informacím
- organizace a zpřístupňování síťových informací
- informační gramotnost
- národní informační infrastruktura
- práva duševního vlastnictví
- ochrana osobních údajů[1]

## Státní informační politika v Česku
Každý stát se snaží o vybudování informační politiky, výjimkou není ani Česká republika. Základem české informační politiky můžeme považovat vládní usnesení z roku 1999 č. 525 "Státní informační politika - cesta k informační společnosti", které bylo inspirováno Evropskou unií a jejím heslem "informační společnost pro všechny". Bylo zde definováno 8 prioritních oblastí této politiky:
- informační gramotnost
- informatizovaná demokracie
- rozvoj informačních systémů veřejné správy
- komunikační infrastruktura
- bezpečnost informačních systémů
- elektronický obchod
- transparentní ekonomické prostředí
- stabilní a bezpečná informační společnost

Základem každé informační politiky je vytvoření odpovídající informační legislativy. Vláda tedy začala přijímat zákony, které byly nezbytné pro modernizaci české informační politiky.
- Zákon č. 106/1999 Sb. "o svobodném přístupu k informacím"
- Zákon č. 365/2000 Sb. "o informačních systémech veřejné správy"
- Novela "Autorského zákona" – zákon č. 121/2000 Sb. "o právu autorském, o právech souvisejících s právem autorským a o změně některých zákonů"
- Novela "Knihovnického zákona" – zákon č. 257/2001 Sb. "o knihovnách a podmínkách provozování veřejných knihovnických a informačních služeb"
- Zákon č. 101/2000 Sb. "o ochraně osobních údajů"
- Zákon č. 300/2008 Sb. "o elektronických úkonech a autorizované konverzi dokumentů"[2]

V roce 2007 byla zřízena Rada pro informační společnost, pod jejím dohledem byla založena síť veřejných pracovišť Czech POINT (podací, ověřovací, informační národní terminál). Dalším projektem, který završuje systém české elektronické veřejné správy je eGON. Úlohou eGONcentra MV je koordinovat informovanost ústřední státní správy a územních samosprávných celků v oblasti další modernizace veřejné správy a eGovernmentu. Jeho symbolem je figurka (obr. 1), představující e-Government jako živý organismus s tím, že jeho „životní funkce“ zajišťují:
- I. Prsty: Czech POINT – soustava snadno dostupných kontaktních míst
- II. Oběhová soustava: KIVS – Komunikační infrastruktura veřejné správy, zajišťující bezpečný přenos dat
- III. Srdce: Zákon o eGovernmentu – zákon o elektronických úkonech a autorizované konverzi č. 300/2008 Sb.
- IV. Mozek: Základní registry veřejné správy – bezpečné a aktuální databáze dat o občanech a státních i nestátních subjektech

Zároveň Ministerstvo vnitra připravuje „Strategii předpokládaného vývoje veřejné správy a eGovernmentu 2014+“, která bude definovat jednotlivé okruhy a tematické cíle českého eGovernmentu 2014 až 2020. Tato Strategie bude předložena ke schválení vládě na přelomu listopadu a prosince 2012 a od poloviny roku 2013 začne probíhat její implementace.